# طعام، صلاة، حب
طعامٌ، صلاةٌ، حبّ: امرأة تبحث عن كل شيء (بالإنجليزية: Eat, Pray, Love: One Woman's Search for Everything Across Italy, India and Indonesia؛ أو Eat, Pray, Love بإختصار)‏ هي مذكرات نشرت عام 2006 للكاتبة الأمريكية إليزابيث جيلبرت. تدوّن المذكرات رحلة المؤلفة حول العالم بعد طلاقها، وما الذي إكتشفته أثناء سفراتها. في شهر مارس/آذارِ لعام 2009، أكمل الكتاب 110 أسبوعاً على قائمة النيويورك تايمزِ للكتب الأكثر رواجاً.
الحقوق السينمائية للمذكرات تم شرائها عن طريق شركة صور باراماونت السينمائية، وتم التخطيط لإنتاج فيلم لامع من المذكرات بطولة الممثلة الأمريكية جوليا روبرتس ويشاركها التمثيل الممثل الاسباني خافيير باردم 

## القصة
يتناول الكتاب قصة امرأة أمريكية عادية بلغت من العمر 32 عاماً، متعلمة، متزوجة، لديها مهنة ناجحة ككاتبة، تملك شقة في مانهاتن ومنزلاً في ضواحي نيويورك، بمعنى آخر كان لديها حياة كاملة لا ينقصها شيء، لكن صوت ما في داخلها كان يرفض كل ذلك ويرفض أن تكون حياتها على هذا الشكل فقط، كانت تقضي الليالي الطوال على أرض حمامها باكية دون أن تجد سبباً مقنعاً لبكائها أو كرهها لزوجها أو لدوامة الإحباط والاكتئاب التي وجدت نفسها عالقة فيها.
قررت إليزابيث أنها يجب أن تضع حداً لزواجها وكان نتيجة قرارها أن دخلت في طلاق مؤلم ومريع وطويل خرجت منه محطمة بشكل أكبر وكعلاج لوضعها قررت ترك كل شيء في حياتها خلفها والانطلاق في رحلة حول العالم لمدة عام، بدأتها بإيطاليا حيث قضت أربعة أشهر من الأكل والإستمتاع بالحياة «طعام» ومن ثم سافرت إلى الهند حيث معتزل مرشدتها من أجل أيجاد السلام الموجود داخلها «صلاة» ومن ثم أنهت عامها في بالي «اندونيسيا» من أجل ايجاد التوازن بينهما، فوجدته في الوقوع في حب مطلق برازيلي يعيش في بالي «حب».

## اقتباسات من الكتاب
- ان عجزت ان تكوني سيدة تفكيرك فأنت في ورطة كبيرة لن تخرجي منها أبداً
- في النهاية أنت لست سوى ما تفكر فيه وأحاسيسك هي عبد لأفكارك وأنت عبد لعواطفك
- لا تنسي أبداً أنكِ في يوم من الأيام تعرّفتِ على نفسكِ كصديقة
- يعتقد المرء بأن توأم الروح هو الشخص الأنسب له، وهذا ما يريده الجميع.

ولكن توأم الروح الحقيقي ليس سوى مرآة، إنه الشخص الذي يريك كل ما يعيقك،
الشخص الذي يلفت انتباهك إلى نفسك لكي تغيري حياتك،
توأم الروح الحقيقي هو أهم شخص تلتقين به على الأرجح،
لأنه يمزق جدرانك ويهزك بقوة لكي تستفيقي، ولكن ان تعيشي مع توأم روحك إلى الأبد؟
كلا.
هذا مؤلم جدا.
فتوائم الروح يدخلون حياتك فقط ليكشفوا لك طبقة أخرى من ذاتك، ثم يرحلون.
وشكرا لله على ذلك.
غير أن مشكلتك انك لا تسمحين لتوأم روحك بالرحيل..

## قراءة أوسع

النسخة الإنجليزية للكتاب